# Равноугольная проекция
Равноугольная (конформная) проекция — картографическая проекция, обладающая свойством конформного отображения, то есть позволяющая передавать на картах углы без искажений и сохранять в каждой точке постоянный масштаб по всем направлениям, хотя в разных местах карты масштаб различен.
Масштаб проекции зависит только от положения точки и не зависит от направления, изменяясь с изменением широты (φ) и долготы (λ) (обычно увеличиваясь по мере удаления от центральной точки или линии проекции). Отношение площадей не сохраняется на карте. Угол на местности всегда равен углу на карте.
Главными примерами равноугольных картографических проекций являются:
- Проекция Меркатора (зачастую просто «равноугольной проекцией» называют именно её) — нашла широкое применение в морском деле, в том числе и для карт мира.
- Проекция Гаусса — Крюгера (также известная как поперечно-цилиндрическая проекция Меркатора) — используется для топографических карт.
- Стереографическая проекция — используется для карт звездного неба.

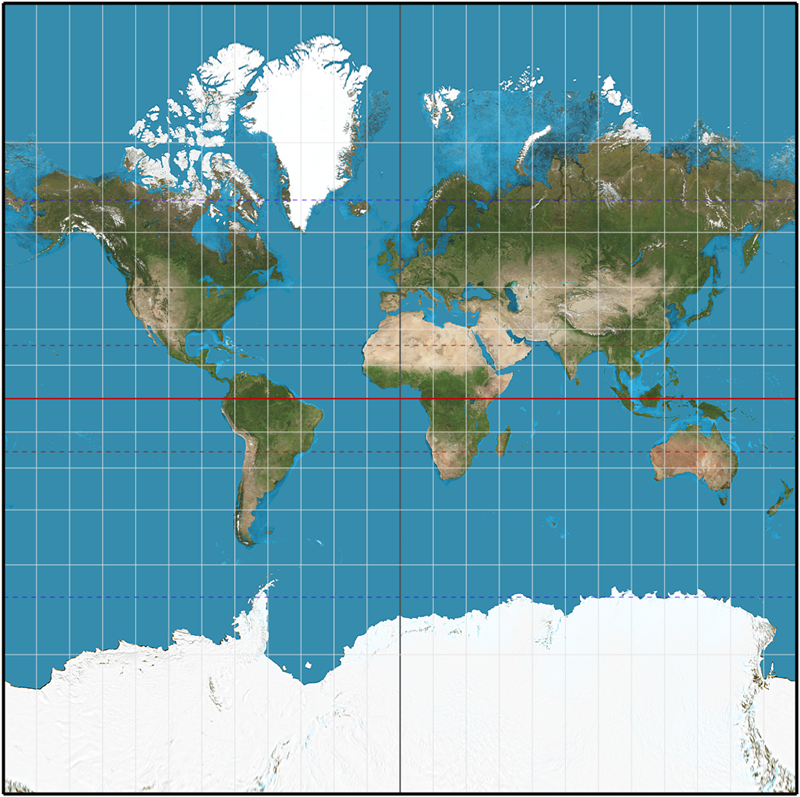
Проекция Меркатора
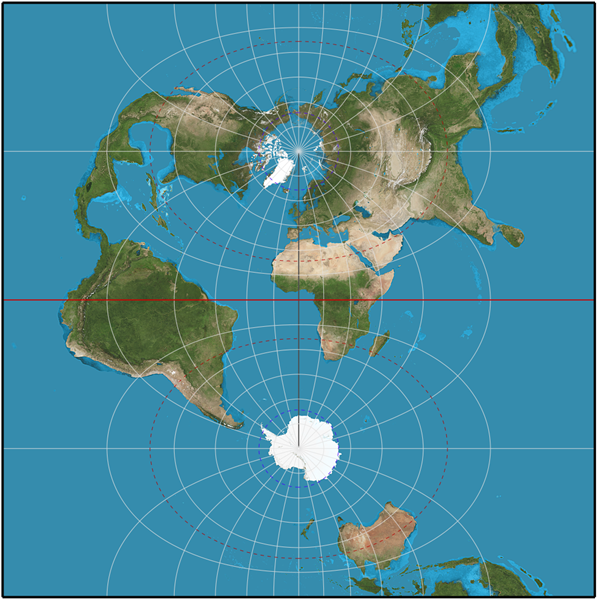
Проекция Гаусса — Крюгера
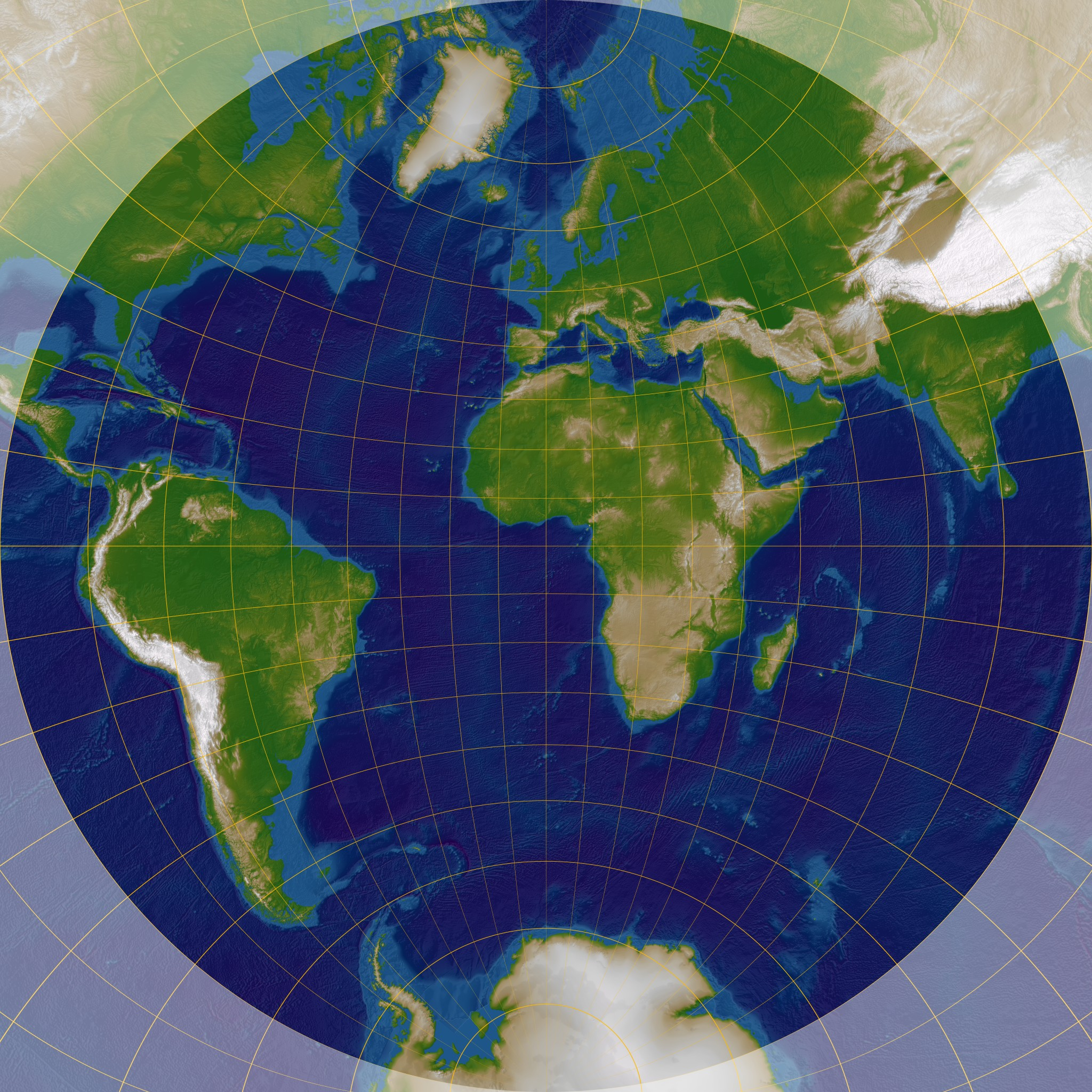
Стереографическая проекция